# Ramses

Ramses (Рамзес) — з 1958 року єгипетський виробник автомобілів. Штаб-квартира розташована в Каїрі. У 1969 році компанію купує фірма El Nasr Automotive Manufacturing Company. У 1972 році компанія припинила виробництво автомобілів.

## Заснування компанії
У 1952 році в Єгипті відбулася революція, яка повалила монархію, в 1954 році правителем Єгипту став полковник Гамаль Абдель Насер. У жовтні 1956 року його за наказом був націоналізований Суецький канал, через що вибухнули військові дії з боку Великої Британії та Франції, до речі, Суецька криза - винуватець появи "Остін Севен", він же "Міні". Оскільки в Англії бензин видавали в цей час за талонами.
В цей час в Єгипті був тільки один виробник машин - "Форд", який збирав британські моделі, цех знаходився в Олександрії, але через антибританські повстання збірку згорнули. Насеру ж були потрібні власні, місцеві виробники транспорту, в підсумку, в Єгипті стали з'являтися підприємства, які субсидувалися державою. Так в Єгипті стали виробляти двигуни повітряного охолодження за ліцензією німецької Klöckner Humboldt Deutz, почався випуск Fiat 1100, 1300 і 2300, виробництво причепів німецької фірми Blomhart, виготовлення сільгосптехніки за ліцензією югославського заводу IMR, і випуск власних автомобілів з вузлами німецької компанії NSU Motorenwerke.
У 1958 році було підписано угоду між урядом Єгипту і німецькою фірмою про створення СП - Egyptian Light Transport Manufacturing Company, директором якого стає Басім Мухаммед. Приміщення підприємства були побудовані в пустелі в Гізі, неподалік від долини Великих Пірамід. Всі робітники заводу були феллахами (нащадки давніх єгиптян).

## Початок виробництва автомобілів

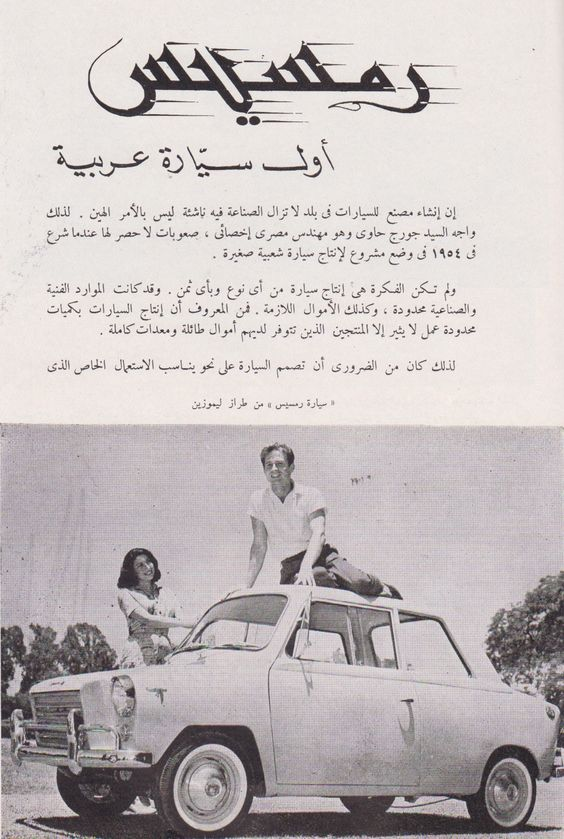
Реклама автомобіля Ramses Utilica

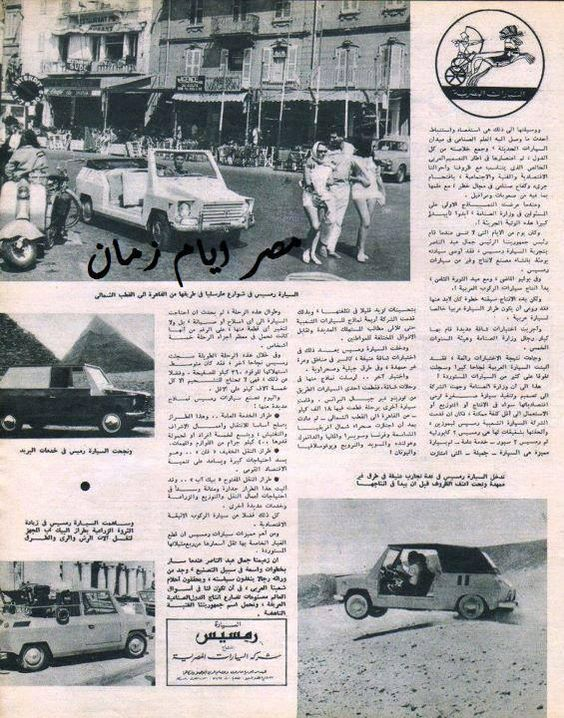
Реклама автомобіля Ramses Utilica

У 1959 році при використанні агрегатів NSU Prinz III почалася збірка утилітарних автомобільчиків, кузов який мав коробчатий дизайн і нагадував німецькі Кюбельвагени. Причина такого дизайну полягала в тому, що кузови машин виготовлялися кустарним способом, за допомогою ручних пресів і молотків. Машини цієї фірми стали називатися Ramses, на честь фараонів 20 династії. А конкретна модель - Utilica.
Це був перший арабський автомобіль, хоч і на вузлах німецької фірми. Ця машина протрималася у виробництві до 1963 року. Їх випустили близько 1100 примірників за цей час.

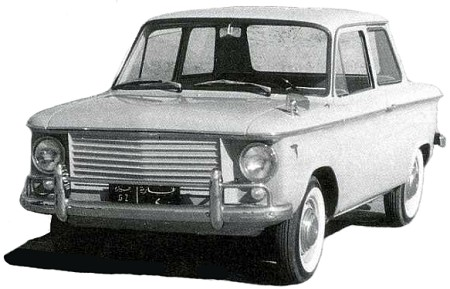
Ramses II

Наприкінці 1962 року була показана нова модель - II. Це був автомобіль, який на 70% був ідентичний NSU Prinz 4. Головна відмінність була в дизайні передка. Передок отримав страшну решітку радіатора, а так технічно це був той же 2-циліндровий 600-кубовий "німець".
Разом з тим італійській фірмі Vignale було замовлено підготувати 2-дверний кузов кабріолет. Проєктом керував Мікелотті, машина вийшла досить симпатичною, якщо дивитися ззаду, але спереду "красувалася" страшна решітка радіатора, причому, наявність такого передка було умовою єгипетського підприємства. Машина, побудована на базі Prinz 4, називалася Ramses Gamila.
Але оскільки і прості "Рамзеси ІІ" не особливо купувалися, в за перші два роки було побудовано всього близько 300 автомобілів, то кабріолети взагалі розходилися в штучних кількостях, тоді було вирішено випускати також і утилітарні машини з кузовом фургон і пікап.
У 1965 році Ramses II зазнав фейсліфту, отримавши більш приємне для ока оформлення передка. Машина з таким дизайном випускалася до 1966 року. Їх випустили з таким дизайном ще близько 400 штук.
У 1966 році, бажаючи віддалити єгипетську машину від німецького прототипу, був спроєктований новий кузов, побудований за мотивами німця, але більше нагадував радянський ЗАЗ. Кузов став більшим і вищим, але технічна начинка залишилася колишньою, проєкт цього разу довірили вже не італійцями, а робили своїми зусиллями, керував проєктом місцевий інженер Абдель Вахед.

## Ramses у складі компанії El Nasr Automotive Manufacturing Company
Однак нова модель - Ramses III, взагалі перестала мати попит, і тільки в перший рік було випущено менше сотні автомобілів. У 1969 році, коли держава припинила субсидувати підприємства, фірму Egyptian Light Transport Manufacturing Company викупила компанія El Nasr Automotive Manufacturing Company, яка якраз займалася виробництвом двигунів Deutz.
У 1972 році був представлений прототип 4-дверного автомобіля, який, однак, з якихось причин було вирішено не запускати в серію.

## Припинення виробництва автомобілів. Закриття компанії
У тому ж році було зупинено і виробництво серійних машин, попит на які був мізерним. Всього за 13 років виробництва було випущено близько 1700 автомобілів цієї марки. У 1979 році завод відновив випуск автомобілів, але це вже були італійські "Фіати", і бренд "Рамзез" цього разу вирішили не використовувати.
Нещодавно був знайдений прототип 4-дверної машини, який вважався загубленим. Можливо, єгиптяни відновлять цю частинку історії їх стародавньої країни.

## Список автомобілів Ramses
- 1959 - Ramses Utilica
- 1962 - Ramses II
  - Ramses Gamila
- 1966 - Ramses III